# Trois vallées varésines 2021
Les Trois vallées varésines 2021 est la 100e édition de cette course cycliste masculine sur route. Elle a lieu le 7 octobre 2021, sur une distance de 196,7 kilomètres entre Busto Arsizio et Varèse, en Lombardie, en Italie. Elle fait partie du calendrier UCI ProSeries 2021 en catégorie 1.Pro. C'est également la vingtième manche de la Coupe d'Italie. La course est remportée au sprint par Alessandro De Marchi, devant son compagnon d'échappée et compatriote Davide Formolo. Tadej Pogačar règle le sprint du groupe des favoris pour prendre la troisième place sur le podium.

## Présentation
Organisées par la Società Ciclistica Alfredo Binda, les Trois vallées varésines connaissent en 2021 leur 100e édition. Elles font partie du calendrier de l'UCI ProSeries 2021 en catégorie 1.Pro pour la première fois. C'est également la dix-septième manche de la Coupe d'Italie et la deuxième course du Trittico Lombardo, après la Coppa Bernocchi et avant la Coppa Agostoni.

### Parcours
Pour la troisième année consécutive, la course démarre de Busto Arsizio. La première partie de la course relie cette ville à Varèse en 46,5 km, en passant par la montée de Casbeno (it). Après un premier passage sur la ligne d'arrivée, les coureurs effectuent huit tours d'un circuit de 12,93 km, identique à celui des championnats du monde de cyclisme sur route 2008, chaque tour comprenant les ascensions du Montello et de Casbeno (it). Le dénouement de la course est attendu durant la dernière heure de course, dans le deuxième circuit. Celui-ci, d'une longueur de 25,72 km, est parcouru à deux reprises et comprend la montée de Morosolo (it), plus d'un kilomètre à 10%, et celle de Casciago. L'arrivée est jugée via Sacco à Varèse après 196,74 km de course.

### Équipes
Vingt-quatre équipes sont au départ de la course : quinze équipes UCI WorldTeam, huit UCI ProTeam et une équipe continentale.
| WorldTeams (15)- Astana-Premier Tech - AG2R Citroën Team - Bora-Hansgrohe - Cofidis - EF Education-Nippo - Groupama-FDJ - Ineos Grenadiers - Intermarché-Wanty-Gobert Matériaux - Israel Start-Up Nation - Lotto Soudal - Movistar Team - Team BikeExchange - Qhubeka NextHash - Trek-Segafredo - UAE Team Emirates ProTeams (8)- Eolo-Kometa - Androni Giocattoli-Sidermec - Bardiani CSF Faizanè - Caja Rural-Seguros RGA - Euskaltel-Euskadi - Arkéa-Samsic - TotalEnergies - Vini Zabù Équipe continentale- Amore & Vita-Prodir |
| |

## Classement final
| \| Classement général \| Classement général \| Classement général \| Classement général \| Classement général \| \| Coureur \| Coureur \| Pays \| Équipe \| Temps \| \| ------------------ \| ---------------------- \| ------------------ \| ---------------------------------- \| ------------------ \| \| 1er \| Alessandro De Marchi \| Italie \| Israel Start-Up Nation \| 4 h 47 min 04 s \| \| 2e \| Davide Formolo \| Italie \| UAE Team Emirates \| + 0 s \| \| 3e \| Tadej Pogačar \| Slovénie \| UAE Team Emirates \| + 38 s \| \| 4e \| Benoît Cosnefroy \| France \| AG2R Citroën Team \| + 38 s \| \| 5e \| Andreas Kron \| Danemark \| Lotto-Soudal \| + 38 s \| \| 6e \| Sergio Higuita \| Colombie \| EF Education-Nippo \| + 38 s \| \| 7e \| Lorenzo Rota \| Italie \| Intermarché-Wanty-Gobert Matériaux \| + 38 s \| \| 8e \| David Gaudu \| France \| Groupama-FDJ \| + 38 s \| \| 9e \| Alessandro Covi \| Italie \| UAE Team Emirates \| + 38 s \| \| 10e \| Aurélien Paret-Peintre \| France \| AG2R Citroën Team \| + 38 s \| |                        |          |                                    |                 |
| |                        |          |                                    |                 |
| Source : ProCyclingStats |                        |          |                                    |                 |
| Classement général |                        |          |                                    |                 |
| Coureur | Coureur                | Pays     | Équipe                             | Temps           |
| 1er | Alessandro De Marchi   | Italie   | Israel Start-Up Nation             | 4 h 47 min 04 s |
| 2e | Davide Formolo         | Italie   | UAE Team Emirates                  | + 0 s           |
| 3e | Tadej Pogačar          | Slovénie | UAE Team Emirates                  | + 38 s          |
| 4e | Benoît Cosnefroy       | France   | AG2R Citroën Team                  | + 38 s          |
| 5e | Andreas Kron           | Danemark | Lotto-Soudal                       | + 38 s          |
| 6e | Sergio Higuita         | Colombie | EF Education-Nippo                 | + 38 s          |
| 7e | Lorenzo Rota           | Italie   | Intermarché-Wanty-Gobert Matériaux | + 38 s          |
| 8e | David Gaudu            | France   | Groupama-FDJ                       | + 38 s          |
| 9e | Alessandro Covi        | Italie   | UAE Team Emirates                  | + 38 s          |
| 10e | Aurélien Paret-Peintre | France   | AG2R Citroën Team                  | + 38 s          |